# زمان اصلی
زمان اصلی یا زمان اوج، یک بلوک زمانی برای پخش همگانی برنامه‌ها است که اغلب در اواسط شب قرار دارد و برای پخش نمایش تلویزیونی مناسب هستند. این بلوک زمانی بر اساس تمایلات تمام طیف‌های بینندگان شامل زن و مرد شناسایی می‌شود. شبکه‌های تلویزیونی برای پخش برنامه‌های شبانه فصلی خود از این زمان استفاده می‌کنند. اصطلاح زمان اصلی اغلب بر اساس یک دوره زمانی مشخص تعریف می‌شود - به عنوان مثال (در ایالات متحده) از ساعت ۸:۰۰ عصر تا ۱۱:۰۰ بعد از ظهر (به وقت شرقی و اقیانوس آرام) یا ساعت ۷:۰۰ عصر تا ۱۰:۰۰ بعد از ظهر (به وقت مرکزی و کوهستانی). در هند و برخی از کشورهای خاورمیانه، زمان اصلی بین ساعت ۸:۰۰ عصر و ۱۱:۰۰ عصر به وقت محلی است که مخصوص نمایش برنامه‌های پخش همگانی است.

بخش‌های زمانی روزانه تلویزیون ایالات متحده؛ زمان اصلی به رنگ بنفش روشن است